# Тюркенфельд
Тюркенфельд (нем. Türkenfeld) — община в Германии, в земле Бавария. 
Подчиняется административному округу Верхняя Бавария. Входит в состав района Фюрстенфельдбрукк.  Население составляет 3669 человек (на 31 декабря 2010 года). Занимает площадь 15,95 км².
Коммуна подразделяется на 6 сельских округов.